# Ryasjön, Halland
Ryasjön är en sjö i Falkenbergs kommun i Halland och ingår i Ätrans huvudavrinningsområde. Sjön har en area på 0,0854 kvadratkilometer och ligger 131,8 meter över havet.

## Delavrinningsområde
Ryasjön ingår i det delavrinningsområde (633623-132700) som SMHI kallar för Nedlagd mätstation. Medelhöjden är 135 meter över havet och ytan är 17,08 kvadratkilometer. Räknas de 94 avrinningsområdena uppströms in blir den ackumulerade arean 2 427,3 kvadratkilometer. Avrinningsområdets utflöde Ätran mynnar i havet. Avrinningsområdet består mestadels av skog (79 %). Avrinningsområdet har 0,51 kvadratkilometer vattenytor vilket ger det en sjöprocent på 3 %. Bebyggelsen i området täcker en yta av 0,31 kvadratkilometer eller 2 % av avrinningsområdet.